# Hoheria populnea
Hoheria populnea là một loài thực vật có hoa trong họ Cẩm quỳ. Loài này được A.Cunn. mô tả khoa học đầu tiên năm 1839.